# Schaatsen op de Olympische Winterspelen 2022 - 1500 meter vrouwen
De 1500 meter vrouwen op de Olympische Winterspelen 2022 werd op maandag 7 februari 2022 in de National Speed Skating Oval in Peking, China verreden. Ireen Wüst wist met een olympisch record de gouden medaille te winnen. Wüst won voor de vijfde spelen op rij een individuele gouden medaille, zij is de eerste sporter die dit presteert op de moderne Olympische Spelen.

## Tijdschema
| Datum      | Lokale tijd | MET   |
| ---------- | ----------- | ----- |
| 7 februari | 16:30       | 09:30 |

## Records
Records voor aanvang van de Spelen in 2022. 
| Titelhouder      | Ireen Wüst      | Nederland | 1:54,35 | Gangneung      | Olympische winterspelen 2018 | 12 februari 2018 |
| Wereldrecord     | Miho Takagi     | Japan     | 1:49,83 | Salt Lake City | Wereldbekerfinale 2018/2019  | 10 maart 2019    |
| Olympisch record | Jorien ter Mors | Nederland | 1:53,51 | Sotsji         | Olympische winterspelen 2014 | 16 februari 2014 |
| Baanrecord       | Yin Qu          | China     | 2:00,43 | Olympic Test   | Olympic Test                 | Olympic Test     |

## Statistieken

### Uitslag
| Plaats | Naam                   | Land             | Tijd    | Verschil |
| ------ | ---------------------- | ---------------- | ------- | -------- |
| Goud   | Ireen Wüst             | Nederland        | 1:53,28 | BR       |
| Zilver | Miho Takagi            | Japan            | 1:53,72 | + 0,44   |
| Brons  | Antoinette de Jong     | Nederland        | 1:54,82 | + 1,54   |
| 4      | Ayano Sato             | Japan            | 1:54,92 | + 1,64   |
| 5      | Marijke Groenewoud     | Nederland        | 1:54,97 | + 1,69   |
| 6      | Francesca Lollobrigida | Italië           | 1:55,20 | + 1,92   |
| 7      | Jelizaveta Goloebeva   | Russische ploeg  | 1:55,30 | + 2,02   |
| 8      | Nana Takagi            | Japan            | 1:55,34 | + 2,06   |
| 9      | Jevgenia Lalenkova     | Russische ploeg  | 1:55,74 | + 2,46   |
| 10     | Brittany Bowe          | Verenigde Staten | 1:55,81 | + 2,53   |
| 11     | Han Mei                | China            | 1:56,08 | + 2,80   |
| 12     | Ragne Wiklund          | Noorwegen        | 1:56,46 | + 3,18   |
| 13     | Ivanie Blondin         | Canada           | 1:56,49 | + 3,21   |
| 14     | Nadezjda Morozova      | Kazachstan       | 1:56,85 | + 3,57   |
| 15     | Yin Qi                 | China            | 1:57,00 | + 3,72   |
| 16     | Jekaterina Sloeva      | Wit-Rusland      | 1:58,41 | + 5,13   |
| 17     | Ahenaer Adake          | China            | 1:58,59 | + 5,31   |
| 18     | Jekaterina Ajdova      | Kazachstan       | 1:59,01 | + 5,73   |
| 19     | Natalia Czerwonka      | Polen            | 1:59,03 | + 5,75   |
| 20     | Mia Kilburg-Manganello | Verenigde Staten | 1:59,11 | + 5,83   |
| 21     | Nikola Zdráhalová      | Tsjechië         | 1:59,54 | + 6,26   |
| 22     | Jelena Sochrjakova     | Russische ploeg  | 1:59,58 | + 6,30   |
| 23     | Marina Zoejeva         | Wit-Rusland      | 1:59,82 | + 6,54   |
| 24     | Maddison Pearman       | Canada           | 1:59,89 | + 6,61   |
| 25     | Michelle Uhrig         | Duitsland        | 2:00,20 | + 6,92   |
| 26     | Huang Yu-ting          | Chinees Taipei   | 2:00,78 | + 7,50   |
| 27     | Ellia Smeding          | Groot-Brittannië | 2:01,09 | + 7,81   |
| 28     | Sofie Karoline Haugen  | Noorwegen        | 2:01,57 | + 8,29   |
| 29     | Sandrine Tas           | België           | 2:03,39 | + 10,11  |
| 30     | Magdalena Czyszczoń    | Polen            | 2:05,64 | + 12,36  |

PR = persoonlijk record

### Startlijst
| Rit        | Binnenbaan             | Buitenbaan             |
| ---------- | ---------------------- | ---------------------- |
| 1          | Ellia Smeding          | Huang Yu-ting          |
| 2          | Sandrine Tas           | Magdalena Czyszczoń    |
| 3          | Sofie Karoline Haugen  | Michelle Uhrig         |
| 4          | Jelena Sochrjakova     | Jekaterina Sloeva      |
| 5          | Mia Kilburg-Manganello | Marina Zoejeva         |
| 6          | Maddison Pearman       | Adake Er Ahena         |
| 7          | Jevgenia Lalenkova     | Jekaterina Ajdova      |
| 8          | Nikola Zdráhalová      | Natalia Czerwonka      |
| Dweilpauze |                        |                        |
| 9          | Marijke Groenewoud     | Yin Qi                 |
| 10         | Han Mei                | Nana Takagi            |
| 11         | Antoinette de Jong     | Nikolajevna Morozova   |
| 12         | Ireen Wüst             | Ivanie Blondin         |
| 13         | Ayano Sato             | Francesca Lollobrigida |
| 14         | Brittany Bowe          | Ragne Wiklund          |
| 15         | Jelizaveta Goloebeva   | Miho Takagi            |

## IJs- en klimaatcondities
| Tijd             | 16:30     | 17:00     | 17:22     | 17:50     |
| Paar             | 1         | 8         | 9         | 15        |
| Luchttemperatuur | 15,9°C    | 15,9°C    | 15,9°C    | 15,9°C    |
| IJstemperatuur   | -10,6°C   | -10,4°C   | -10,3°C   | -10,5°C   |
| Luchtvochtigheid | 27%       | 27%       | 27%       | 27%       |
| Luchtdruk        | 1.022 hPa | 1.022 hPa | 1.022 hPa | 1.022 hPa |

## Deelnemers

### Lotingsgroepen
| Groep | SOQC                                      | Nr. | Naam                   | Rit       |
| ----- | ----------------------------------------- | --- | ---------------------- | --------- |
| I     | 6 best gerangschikte deelnemers           | 1   | Ayano Sato             | 13 t/m 15 |
| I     | 6 best gerangschikte deelnemers           | 2   | Brittany Bowe          | 13 t/m 15 |
| I     | 6 best gerangschikte deelnemers           | 3   | Miho Takagi            | 13 t/m 15 |
| I     | 6 best gerangschikte deelnemers           | 4   | Jelizaveta Goloebeva   | 13 t/m 15 |
| I     | 6 best gerangschikte deelnemers           | 5   | Francesca Lollobrigida | 13 t/m 15 |
| I     | 6 best gerangschikte deelnemers           | 6   | Ragne Wiklund          | 13 t/m 15 |
| II    | 7 tot nummer 12 gerangschikte deelnemers  | 7   | Ireen Wüst             | 10 t/m 12 |
| II    | 7 tot nummer 12 gerangschikte deelnemers  | 8   | Nadezhda Morozova      | 10 t/m 12 |
| II    | 7 tot nummer 12 gerangschikte deelnemers  | 9   | Antoinette de Jong     | 10 t/m 12 |
| II    | 7 tot nummer 12 gerangschikte deelnemers  | 10  | Han Mei                | 10 t/m 12 |
| II    | 7 tot nummer 12 gerangschikte deelnemers  | 11  | Ivanie Blondin         | 10 t/m 12 |
| II    | 7 tot nummer 12 gerangschikte deelnemers  | 12  | Nana Takagi            | 10 t/m 12 |
| III   | 13 tot nummer 18 gerangschikte deelnemers | 13  | Nikola Zdráhalová      | 7 t/m 9   |
| III   | 13 tot nummer 18 gerangschikte deelnemers | 14  | Natalia Czerwonka      | 7 t/m 9   |
| III   | 13 tot nummer 18 gerangschikte deelnemers | 15  | Jelena Jeranina        | 7 t/m 9   |
| III   | 13 tot nummer 18 gerangschikte deelnemers | 16  | Jekaterina Ajdova      | 7 t/m 9   |
| III   | 13 tot nummer 18 gerangschikte deelnemers | 17  | Yin Qi                 | 7 t/m 9   |
| III   | 13 tot nummer 18 gerangschikte deelnemers | 18  | Marijke Groenewoud     | 7 t/m 9   |
| IV    | 19 tot nummer 24 gerangschikte deelnemers | 19  | Maddison Pearman       | 4 t/m 6   |
| IV    | 19 tot nummer 24 gerangschikte deelnemers | 20  | Jekaterina Sloeva      | 4 t/m 6   |
| IV    | 19 tot nummer 24 gerangschikte deelnemers | 21  | Mia Kilburg-Manganello | 4 t/m 6   |
| IV    | 19 tot nummer 24 gerangschikte deelnemers | 22  | Ahenaer Adake          | 4 t/m 6   |
| IV    | 19 tot nummer 24 gerangschikte deelnemers | 23  | Marina Zoejeva         | 4 t/m 6   |
| IV    | 19 tot nummer 24 gerangschikte deelnemers | 24  | Jelena Sochrjakova     | 4 t/m 6   |
| V     | overige deelnemers                        | 25  | Huang Yu-ting          | 1 t/m 3   |
| V     | overige deelnemers                        | 26  | Sofie Karoline Haugen  | 1 t/m 3   |
| V     | overige deelnemers                        | 27  | Ellia Smeding          | 1 t/m 3   |
| V     | overige deelnemers                        | 28  | Michelle Uhrig         | 1 t/m 3   |
| V     | overige deelnemers                        | 29  | Sandrine Tas           | 1 t/m 3   |
| V     | overige deelnemers                        | 30  | Magdalena Czyszczoń    | 1 t/m 3   |

### Afmeldingen
Voor aanvang van de Winterspelen
- Quotaplek  Zwitserland #1 (Kaitlyn McGregor; niet voldaan aan de eisen van de Swiss Olympic Association) → vervangen door  Russische ploeg #3 (Jelena Sochrjakova)